# Trecchina
Trecchina es una localidad italiana de la provincia de Potenza, región de Basilicata, con 2.413 habitantes.
En el 2009 esta ciudad fue una de las incluidas en el rodaje de la película Basilicata coast to coast. En ella se veía a una banda de músicos atravesar la región Basilicata desde Maratea hasta Scanzano Jonico. El film fue dirigido por Rocco Papaleo, quien además se desempeñó como actor junto a Alessandro Gassman, Max Gazzè y Giovanna Mezzogiorno.

## Evolución demográfica
| Gráfica de evolución demográfica de Trecchina entre 1861 y 2001 |
|                                                                 |
| Fuente ISTAT - Elaboración gráfica por parte de Wikipedia       |